# 箱作駅

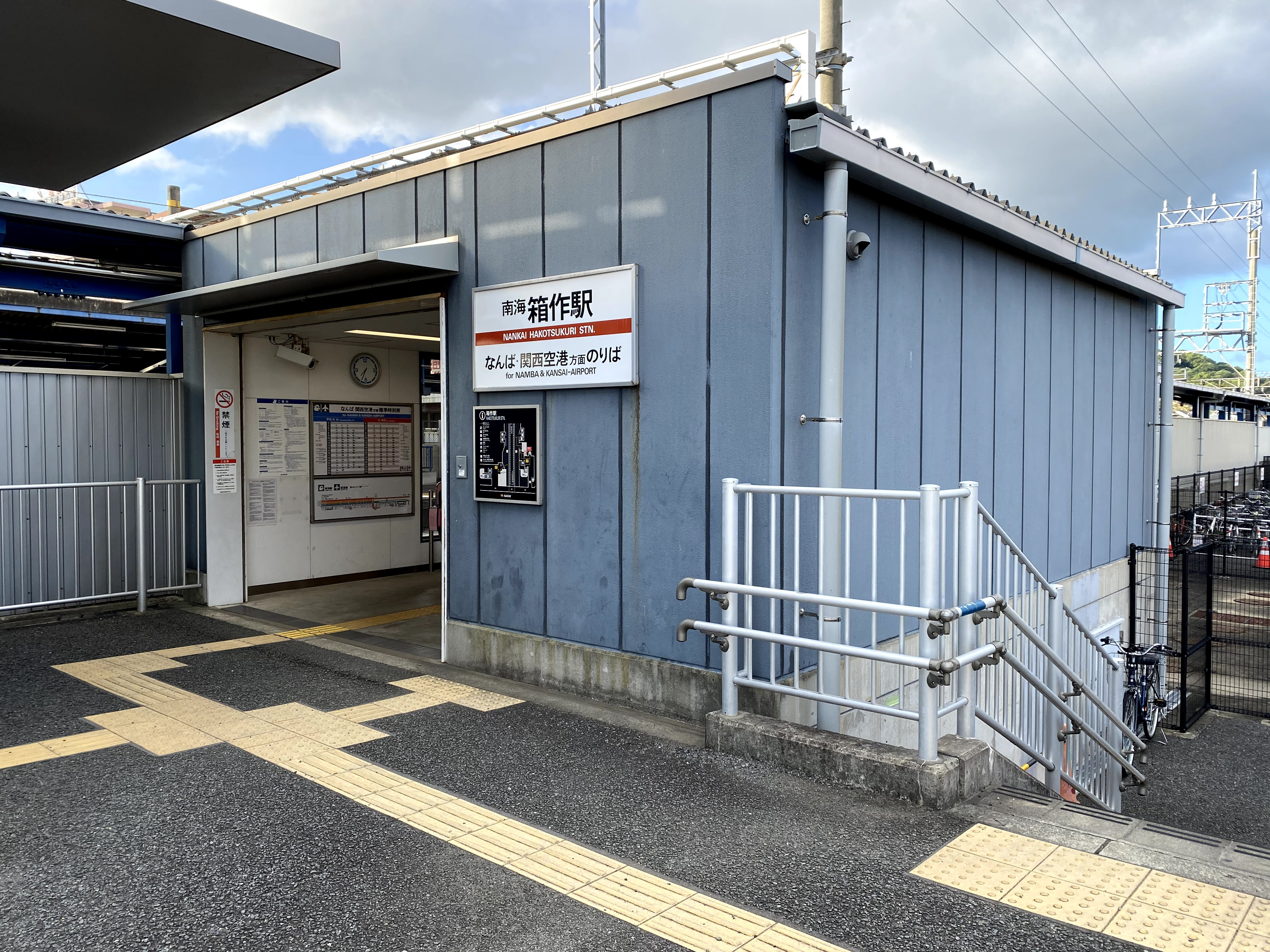
海側駅舎（難波方面）

箱作駅（はこつくりえき）は、大阪府阪南市箱作320番地にある、南海電気鉄道南海本線の駅。駅番号はNK39。
大阪府が分譲開発している阪南スカイタウンへの最寄駅である。

## 歴史
- 1898年（明治31年）10月22日：南海鉄道 尾崎駅 - 和歌山北口駅（紀ノ川駅の前身）間延伸と同時に開業。
- 1944年（昭和19年）6月1日：会社合併により近畿日本鉄道の駅となる。
- 1947年（昭和22年）6月1日：路線譲渡により南海電気鉄道の駅となる。
- 1967年（昭和42年）
  - 7月24日：構内で入れ換え中の貨物列車に、和歌山市行き急行列車が衝突。126名が重軽傷を負った[1][2]（詳細は「南海電鉄箱作駅構内列車衝突事故」参照）。
  - 7月31日：上記事故を理由として、貨物扱いを廃止[3]。
- 2007年（平成19年）3月1日：海側駅舎開業、跨線橋利用停止。
- 2012年（平成24年）4月1日：駅ナンバリングが導入され、使用を開始[4][5]。

## 駅構造
相対式2面2線のホームを持つ地平駅。

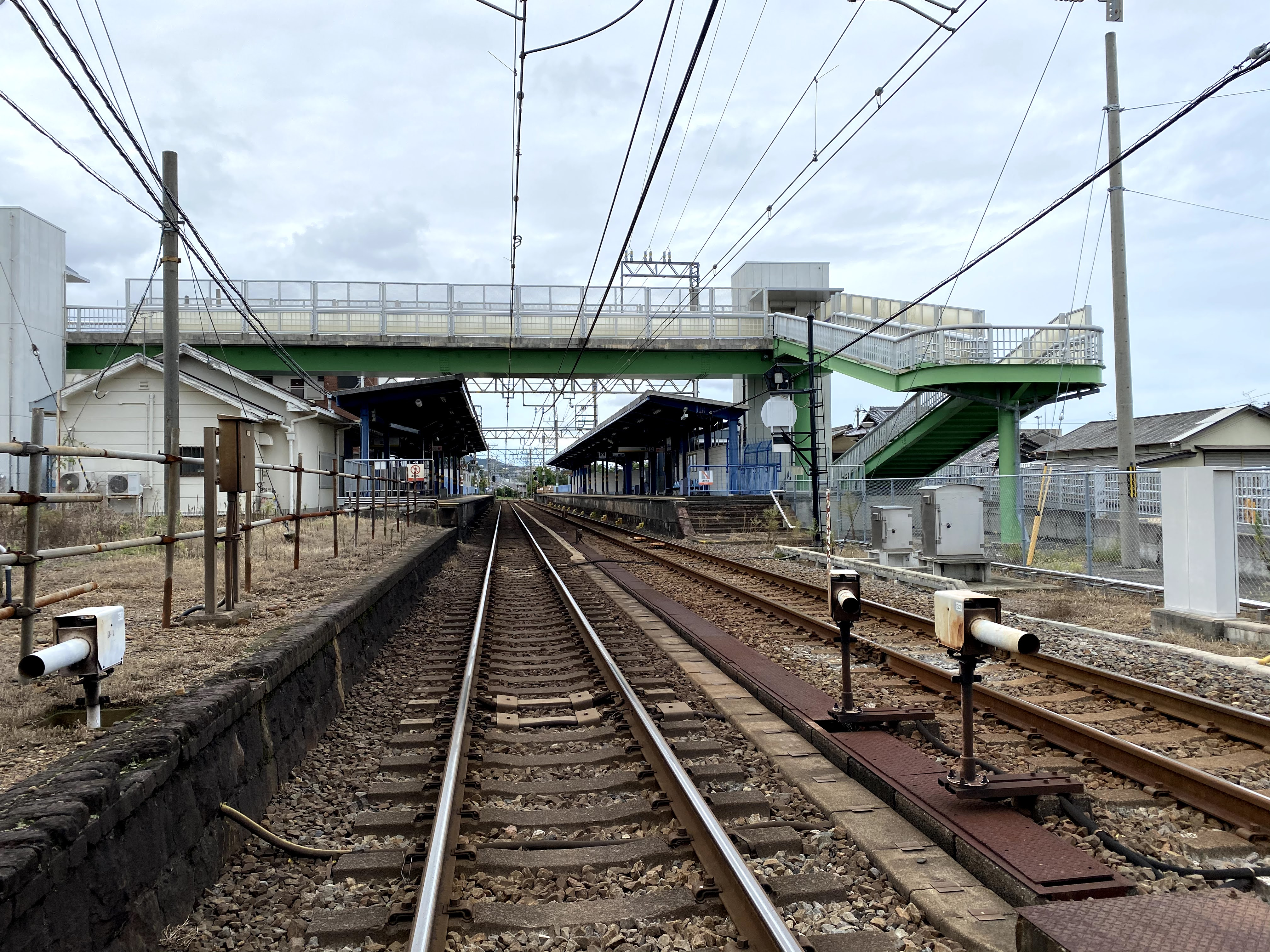
ホーム（踏切から）

駅舎と改札口、トイレはホームごとに独立しており、改札内でのホーム相互間の往復は不可能になっている。
2007年2月28日までは現在の下り（山側）駅舎のみが存在し、跨線橋でホーム同士が結ばれていたが、2007年3月1日の上り（海側）駅舎の完成をもって移動が禁止され、上下線毎に改札が分離された。現在は跨線橋が撤去され、ホーム上屋が建設されて、現在の上屋と繋がった。
現在の上り（海側）駅舎がある敷地は、昔は孝子越え貨物列車の入れ替え（組替え）が行われていた。一部は現在も残り、保線車両の留置線（常時ではない）として利用されている。
一方の下り（山側）駅舎の難波方には貨物扱いを行っていた時代、行き止まり式の貨物ホームが2線存在した。
また、南海本線箱作駅前地区整備事業により、駅前交通広場と駅前小広場、海側改札の新設、駅前の舗装、駅前小広場と山側・海側駅舎を結ぶ横断歩道橋（エレベーターも設置）の整備が行われた。

### のりば
| のりば | 路線   | 方向 | 行先                 |
| ------ | ------ | ---- | -------------------- |
| 1      | 南海線 | 下り | 和歌山市方面         |
| 2      | 南海線 | 上り | なんば・関西空港方面 |

## 利用状況
2019年（令和元年）次の1日平均乗降人員は4,972人（乗車人員：2,466人、降車人員：2,506人）である。
| 年次   | 1日平均 乗降人員 | 1日平均 乗車人員 | 順位 | 出典   |
| ------ | ---------------- | ---------------- | ---- | ------ |
| 2000年 | 5,483            | 2,827            |      | [ 7 ]  |
| 2001年 | 5,342            | 2,766            |      | [ 8 ]  |
| 2002年 | 5,248            | 2,726            |      | [ 9 ]  |
| 2003年 | 5,052            | 2,611            |      | [ 10 ] |
| 2004年 | 4,860            | 2,502            |      | [ 11 ] |
| 2005年 | 4,818            | 2,478            |      | [ 12 ] |
| 2006年 | 4,870            | 2,504            |      | [ 13 ] |
| 2007年 | 4,919            | 2,528            |      | [ 14 ] |
| 2008年 | 4,936            | 2,530            |      | [ 15 ] |
| 2009年 | 4,834            | 2,476            |      | [ 16 ] |
| 2010年 | 4,912            | 2,507            |      | [ 17 ] |
| 2011年 | 4,955            | 2,526            |      | [ 18 ] |
| 2012年 | 4,940            | 2,526            | 49位 | [ 19 ] |
| 2013年 | 5,096            | 2,610            | 49位 | [ 20 ] |
| 2014年 | 5,116            | 2,586            | 50位 | [ 21 ] |
| 2015年 | 5,218            | 2,621            | 50位 | [ 22 ] |
| 2016年 | 5,233            | 2,613            | 49位 | [ 23 ] |
| 2017年 | 5,108            | 2,523            | 49位 | [ 24 ] |
| 2018年 | 4,992            | 2,477            | 49位 | [ 25 ] |
| 2019年 | 4,972            | 2,466            | 49位 | [ 26 ] |

## 駅周辺
京阪神有数の海水浴場である箱作海水浴場（ピチピチビーチ）は、駅の西方にある。
- せんなん里海公園
- 阪南箱作郵便局
- 阪南市立下荘小学校
- 近畿大阪高等学校
- 第二阪和国道・箱作ランプ

### バス路線
最寄り停留所は箱作駅前となる。以下の路線が乗り入れ、南海ウイングバス（本社営業所）により運行されている。
- 阪南スカイタウン線
  - 771・771C系統：阪南スカイタウン循環
- 阪南市コミュニティーバス「さつき号」
  - 桃の木台・万葉台コース
  - いずみが丘・箱の浦コース

## 隣の駅
南海電気鉄道
 南海本線
■特急サザン・■急行
通過
■区間急行・■普通
鳥取ノ荘駅 (NK38) - 箱作駅 (NK39) - 淡輪駅 (NK40)